# Parc La Brea

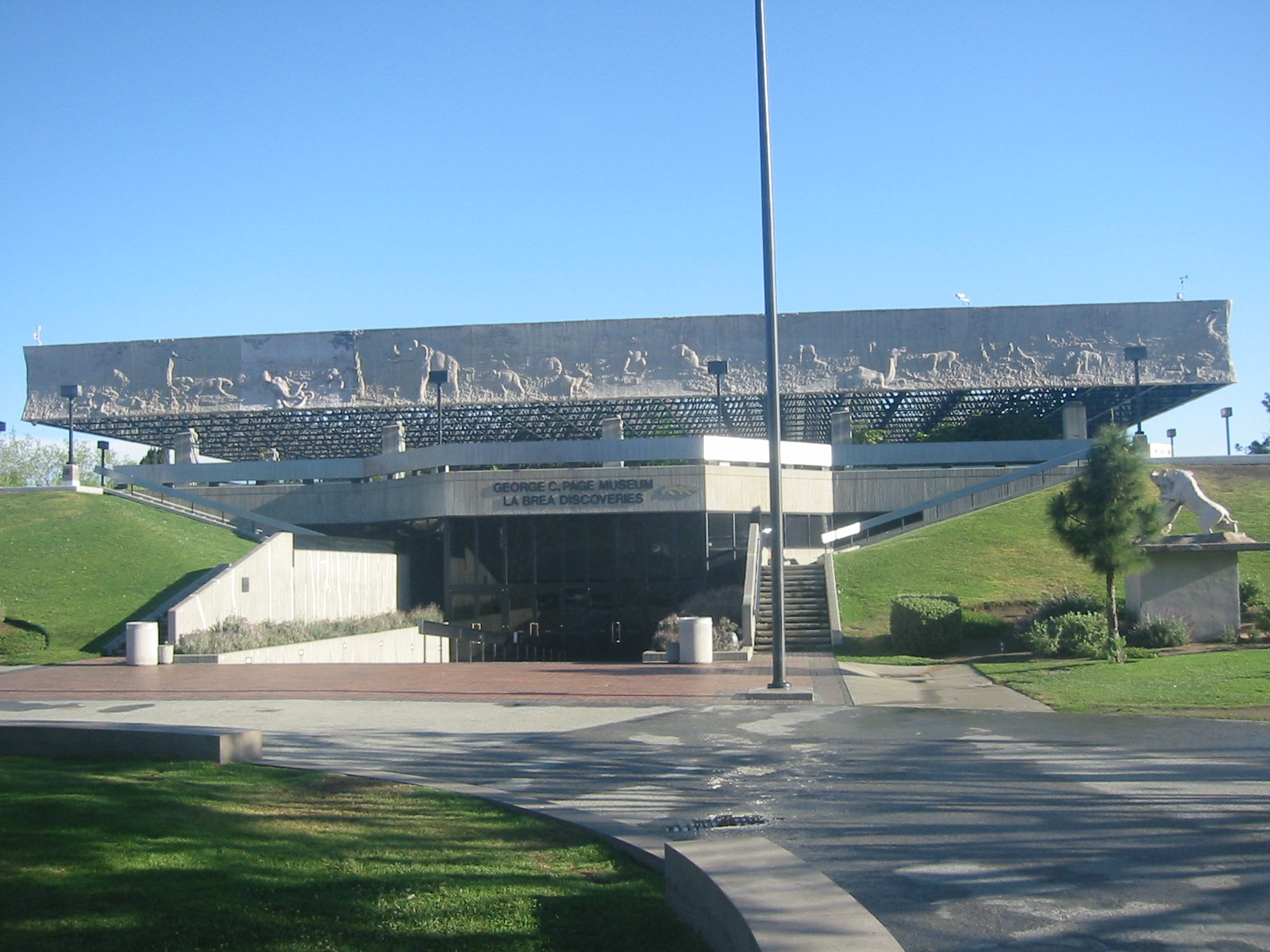
El Page Museum, Hancock Park, que representa el Parc La Brea

El Parc La Brea (de l'espanyol "el piche") o Ranxo del Pou de Piche de La Brea (en anglés La Brea Tar Pits o Ranxo La Brea Tar Pits) és un famós jaciment de brea (asfalt o betum) situat al Ranxo La Brea, Hancock Park, en ple centre de la ciutat de Los Angeles, Califòrnia, Estats Units d'Amèrica. La brea aflorà al sòl d'aquesta àrea fa desenes de milers d'anys, i formà centenars de piscines que durant aquest temps retingueren a dins animals i plantes que hi havien caigut, i així van ser fossilitzats. El resultat n'és una rica col·lecció de fòssils datats de l'última era del gel.
Els treballs de recerca hi començaren a la primeria del segle xx. Durant les dècades de 1940 i 50 se'n recuperaren mamífers submergits. Al segle XXI s'hi investigaren microfòssils, insectes fossilitzats i plantes, i també grans de pol·len. Aquests fòssils ajuden a definir un medi ambient amb un clima més humit a la conca de Los Angeles durant l'era glacial.
El George C. Page Museum de Hancock Park, part del Natural History Museum de Los Angeles, presenta aquests descobriments. La situació del parc en un gran centre urbà, la història dels descobriments i l'excel·lent presentació del Page Museum feren del Parc La Brea un jaciment paleontològic important.

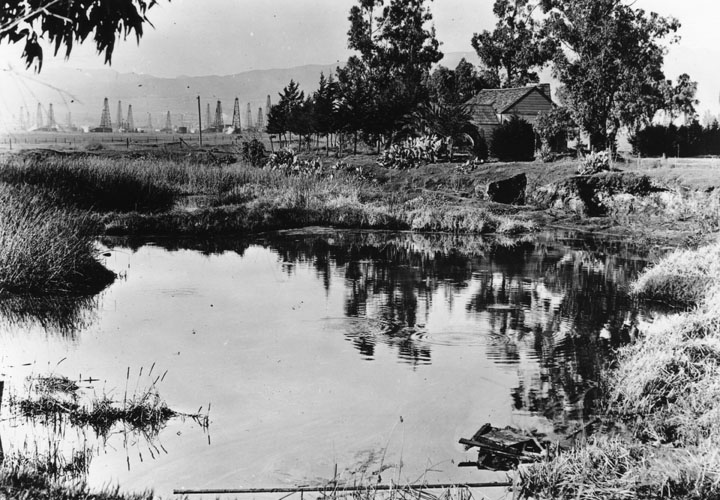
Parc La Brea el 1910; amb les torres petrolieres al fons

El jaciment de La Brea al Hancock Park està situat a l'àrea urbana de Los Angeles, prop del districte de Miracle Mile. Els pous contenen betum, que hi brolla del sòl. A Hancock Park, l'asfalto emergeix del subsol, i és un derivat dels dipòsits de petroli de la conca de Los Angeles.
El betum brolla en la superfície en diversos llocs del parc, i forma piscines. Dels bacteris trobats, de 200 a 300 espècies encara són desconegudes.
Les datacions radiomètriques de fustes i ossos conservats apunten una edat de 38.000 anys per al material més antic trobat al Parc La Brea, i encara continuen apareixent-hi organismes actualment.

## Animals i plantes

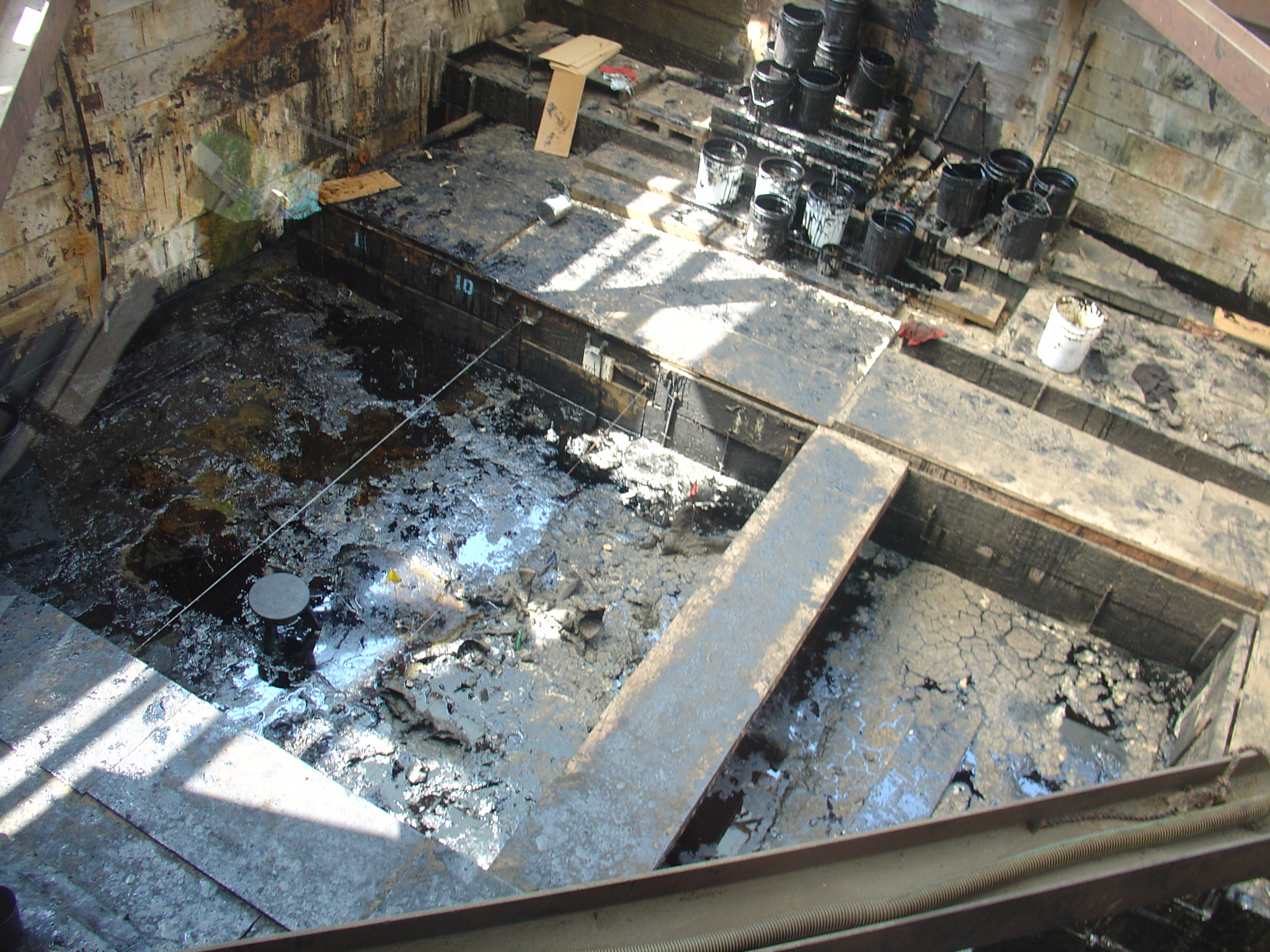
Excavacions a La Brea, 2008

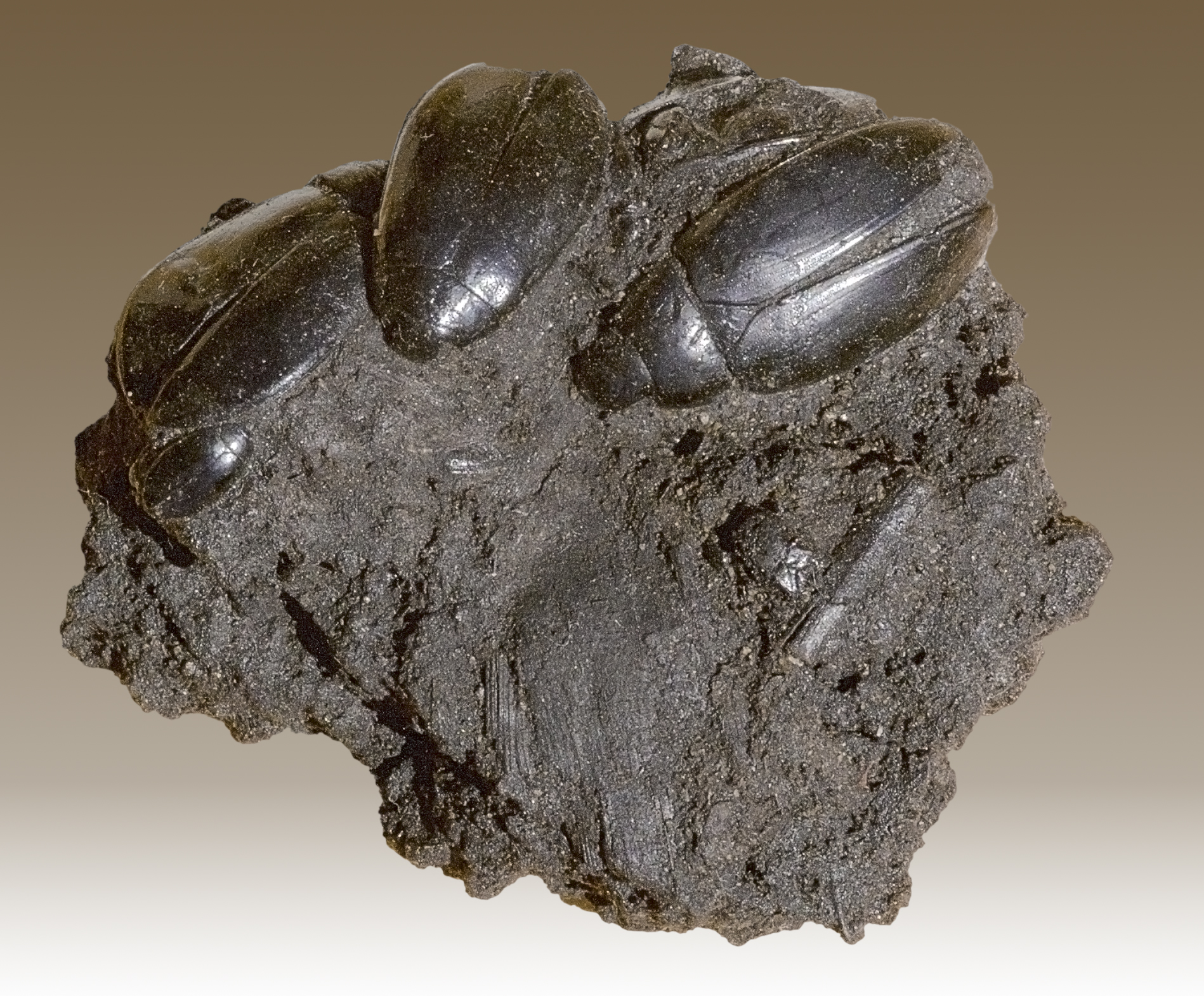
Hydrophilus sp.

Algunes de les espècies prehistòriques associades als pous són de mamut, llop gegant, Arctodus, peresosos gegants, i altres fòssils peculiars de Califòrnia, com el Smilodon californicus. Només un ésser humà hi fou trobat, un esquelet parcial de dona (la Dona de La Brea), datat del 9.000 ae. Molts dels treballs inicials d'identificació de les espècies els feu a començament del segle XX John C. Merriam de la University of California.
El jaciment conté una miríada de fòssils de mamífers de l'edat glacial.
El Parc La Brea tal vegada siga l'únic jaciment del món en què els predadors excedeixen en molt al nombre de preses. La raó n'és desconeguda, però una teoria prou acceptada és que les grans preses, com ara el mastodont, mort en caure en un pou de brea, atrauria molts predadors des de lluny. Una altra teoria, específica per al llop prehistòric, suggereix que tant la presa com els predadors quedarien atrapats accidentalment. Considerant que els llops cacen en bandades, cada animal perseguit podria dur amb si diversos llops.

### Mamífers
Heus ací una llista parcial d'animals extints i encara existents, amb els respectius noms científics al costat dret. Aquesta és una selecció del catàleg complet:

### Herbívors
- †Mamut imperial (Mammuthus imperator)
- †Mamut columbià (Mammuthus columbi)
- †Mastodont americà (Mammut americanum)
- †Peresós gegant (Paramylodon harlani)
- †Peresós gegant de Jefferson (Megalonyx jeffersoni)
- †Peresós gegant de Shasta (Nothrotheriops shastensis)
- †Bisó antic (Bison antiquus)[3]
- †Camelop americà (Camelops hesterus)
- †Llama de cama llarga (Hemiauchenia macrophala)
- †Cavall de l'oest (Equus "occidentalis")
- †Cavall mexicà (Equus conversidens)
- † Platygonus compressus
- Antílop americà
- †Antílop del pou de brea (Capromeryx minor)
- †Tapir de Califòrnia (Tapirus californicus)
- Cérvol (Wapiti) (Cervus canadensis)
- Alt (Odocoileus sp.)